# كاسي بالمير
كاسي بالمير (بالإنجليزية: Kasey Palmer) (9 نوفمبر 1996 في المملكة المتحدة - ) هو لاعب كرة قدم بريطاني في مركز الوسط. لعب مع هدرسفيلد تاون.

## وصلات خارجية
- كاسي بالمير على موقع قاعدة بيانات كرة القدم.إي يو (الإنجليزية)
- كاسي بالمير على موقع ليكيب (الفرنسية)
- كاسي بالمير على موقع ناشيونال فوتبول تيمز (الإنجليزية)
- كاسي بالمير على موقع Soccerbase.com (لاعب) (الإنجليزية)
- كاسي بالمير على موقع Soccerway.com (الإنجليزية)
- كاسي بالمير على موقع عالم كرة القدم.نت (الإنجليزية)
- كاسي بالمير على موقع AS.com (الإسبانية)